# Talaveruela de la Vera
Talaveruela de la Vera ist ein westspanisches Dorf und eine Gemeinde (municipio) mit 301 Einwohnern (Stand: 2024) im Nordosten der Provinz Cáceres (Extremadura). 

## Lage und Klima
Talaveruela de la Vera liegt etwa 110 Kilometer nordwestlich von Cáceres in einem von Bergbächen durchzogenen Gebiet im Norden der Comarca La Vera in einer Höhe von 560 m.

## Bevölkerungsentwicklung
| Jahr      | 1970 | 1981 | 1991 | 2001 | 2011 | 2021 |
| Einwohner | 788  | 678  | 539  | 446  | 393  | 317  |

Aufgrund der Mechanisierung der Landwirtschaft und der damit zusammenhängenden Aufgabe bäuerlicher Kleinbetriebe („Höfesterben“) in der zweiten Hälfte des 20. Jahrhunderts ist die Einwohnerzahl der Gemeinde deutlich gesunken.

## Sehenswürdigkeiten
- Andreaskirche